# Armée de terre chinoise
L’Armée de terre chinoise (chinois simplifié : 中国人民解放军陆军 ; chinois traditionnel : 中國人民解放軍陸軍 ; pinyin : Zhōngguó Renmin Jiefangjun Lujun) est la branche terrestre de l’Armée populaire de libération. C’est la plus grande et ancienne branche de l'ensemble des forces armées chinoises. On peut faire remonter son histoire à partir de 1878, mais elle n'a été officiellement établie qu’en 1948. En 2012, elle dispose d’une force de 1 600 000 personnes ce qui en fait la plus grande armée permanente dans le monde. En outre, elle a une force de réserve de 510 000 militaires. Depuis, on assiste à une forte baisse des effectifs.

## Histoire

Les cinq théâtres d'opérations de l'Armée populaire de libération depuis 2016.

## Organisation
L'Armée de terre n'avait pas d'organe directeur indépendant jusqu’à la formation le 1er janvier 2016 du Commandement général de l'armée sous le contrôle direct de la Commission militaire centrale. Ce sont les quatre départements généraux qui en assumaient la direction (l’état-major général du personnel, le département de politique générale, le département de logistique générale et le département général des armements).
Le nombre de groupes d'armées est passé de 70 en 1949 à 13 mi-2017, ces derniers immatriculés de 71 à 83.

### Ordre de bataille
|                                   | 2006 | 2013 | 2015 | 2017 |
| --------------------------------- | ---- | ---- | ---- | ---- |
| Groupes d’armées (créé en 1985)   | 18   | 18   | 18   | 13   |
| Divisions d’infanterie            | 19   | 15   | 12   |      |
| Brigades d’infanterie             | 24   | 16   | 23   |      |
| Divisions d’infanterie mécanisées | 4    | 6    | 7    |      |
| Brigades d’infanterie mécanisées  | 5    | 17   | 25   |      |
| Divisions blindées                | 9    | 1    | 1    |      |
| Divisions d’artillerie            | nc   | 2    | 0    |      |
| Brigades d'artillerie             | nc   | 17   | 22   |      |
| Divisions parachutistes           | 3    | 3    | 3    |      |
| Divisions amphibies               | 2    | 2    | 2    |      |

## Équipement
Voici un résumé des équipements en dotation dans l'armée de terre chinoise :
| Type                             | Nombre en 2012 | Nombre en 2023 |
| -------------------------------- | -------------- | -------------- |
| Char de combat principal         | 7 950          | 4 800          |
| Char léger                       | 1 200          | 1 250          |
| Véhicule de combat d'infanterie  | 1 490          | 7 700          |
| Véhicule de transport de troupes | 3 298          | 3 900          |
| Artillerie de campagne           | 6 246          | 900            |
| Canon automoteur                 | 1 710          | 4 430          |
| Mortier                          |                | 2 800          |
| Lance-roquettes multiple         | 1 770          | 1 320          |
| Système SAM                      | 1 531          | 754            |
| Canon antiaérien                 |                | 7 126          |

### Équipements en détail
| Type                                                              | Modèle             | Nombre en 2023         | Remarques                                            |
| ----------------------------------------------------------------- | ------------------ | ---------------------- | ---------------------------------------------------- |
| Char de combat                                                    |                    |                        |                                                      |
| Char de combat principal                                          | ZTZ-59/-59-II/-59D | 600                    |                                                      |
| Char de combat principal                                          | ZTZ-79             | 200                    |                                                      |
| Char de combat principal                                          | ZTZ-88             | 300                    |                                                      |
| Char de combat principal                                          | ZTZ-96             | 1000                   |                                                      |
| Char de combat principal                                          | ZTZ-96A            | 1500                   |                                                      |
| Char de combat principal                                          | ZTZ-99             | 600                    |                                                      |
| Char de combat principal                                          | ZTZ-99A            | 600                    |                                                      |
| Char léger                                                        | ZTD-05 (en)        | 750                    |                                                      |
| Char léger                                                        | ZTQ-15             | 500                    |                                                      |
| Véhicule antichars                                                | ZTL-11             | 1 200                  |                                                      |
| Véhicule de combat d'infanterie et de transport de troupes blindé |                    |                        |                                                      |
| Véhicule de combat d'infanterie                                   | ZBD-04             | 400                    |                                                      |
| Véhicule de combat d'infanterie                                   | ZBD-04A            | 1900                   | Meilleur protection mais ne peut plus opérer en mer. |
| Véhicule de combat d'infanterie                                   | ZBL-08             | 3 000                  | Type 08 avec un canon de 30 mm                       |
| Véhicule de combat d'infanterie                                   | ZBD-86 (en)        | 600                    |                                                      |
| Véhicule de combat d'infanterie                                   | ZBD-86A            | 650                    |                                                      |
| Véhicule de combat d'infanterie                                   | ZSL-92             | 550                    | Variantes avec un canon de 25 mm                     |
| Véhicule de combat d'infanterie                                   | ZSL-92B            | 600                    | Variantes avec un canon de 30 mm                     |
| Véhicule de transport de troupes                                  | ZSL-92             | 700                    | Variantes avec un fusil mitrailleur de 12,7 mm       |
| Véhicule de transport de troupes                                  | ZSD-63             | 500                    |                                                      |
| Véhicule de transport de troupes                                  | ZSD-89             | 1 750                  |                                                      |
| Véhicule de transport de troupes                                  | ZSL-10             | 900                    | Type 08 avec un fusil mitrailleur de 12,7 mm         |
| Véhicule de transport de troupes                                  | ZSL-93 (en)        | 50                     |                                                      |
| Véhicule d'assaut amphibie                                        | ZBD-05 (en)        | 750                    |                                                      |
| Patrouille blindé                                                 | Dongfeng Mengshi   | N/C                    |                                                      |
| Patrouille blindé                                                 | Tigr               | N/C                    | Origine russe                                        |
| Véhicule antichars                                                | WZ-551             | 1 125                  | Modifié pour accueillir de nombreux types d'ATGM     |
|                                                                   |                    |                        |                                                      |
| Artillerie                                                        |                    |                        |                                                      |
| Obusier automoteur                                                | PLZ-89 (en)        | 700                    | 122 mm                                               |
| Obusier automoteur                                                | PLZ-07 (en)        | 700                    | 122 mm                                               |
| Obusier automoteur                                                | PCL-09             | 300                    | 122 mm                                               |
| Obusier automoteur                                                | PLL-09             | 600                    | Type 08 équipé d'un canon de 122 mm ou 155 mm        |
| Obusier automoteur                                                | PCL-161            | 60                     | 122 mm                                               |
| Obusier automoteur                                                | PCL-171            | 120                    | 122 mm                                               |
| Obusier automoteur                                                | PCL-181 (en)       | 30                     | 122 mm                                               |
| Obusier automoteur                                                | PLZ-83 (en)        | 150                    | 152 mm                                               |
| Obusier automoteur                                                | PLZ-05             | 320                    | 155 mm                                               |
| Obusier automoteur                                                | PCL-181 (en)       | 600                    | Equipé en 122 mm ou en 155 mm                        |
| Obusier tracté                                                    | PL-96              | 300                    | D-30 modifié 122 mm                                  |
| Obusier tracté                                                    | PL-59              | 100                    | M-46 modifié 122 mm                                  |
| Obusier tracté                                                    | PL-66              | 500                    | D-20 modifié 152 mm                                  |
| Obusier tracté                                                    | -                  | 4 700                  | 4 700 obusiers tracté en réserve                     |
| Canon-mortier automoteur                                          | PLL-05             | 450                    |                                                      |
| Canon-mortier automoteur                                          | PPZ-10             | 800                    |                                                      |
| Lance-roquettes multiple                                          | PH-63              | N/C                    | 107 mm                                               |
| Lance-roquettes multiple                                          | PHL-81 (en)        | 200 (1 000 en réserve) | 122 mm                                               |
| Lance-roquettes multiple                                          | PHL-11 (en)        | 350                    | 122 mm                                               |
| Lance-roquettes multiple                                          | PHZ-89             | 375                    | 122 mm                                               |
| Lance-roquettes multiple                                          | PHZ-11             | 180                    | 122 mm                                               |
| Lance-roquettes multiple                                          | PHL-03 (en)        | 175                    | 300 mm                                               |
| Lance-roquettes multiple guidée                                   | PHL-16             | 50                     | 370 mm, roquettes guidées d'une portée de 220 km     |
|                                                                   |                    |                        |                                                      |

| Défense aérienne                       |                                      |       |                                           |
| Véhicule antiaérien moyenne portée     | HQ-16A/B                             | 250   |                                           |
| Véhicule antiaérien courte portée      | 9K331 Tor-M1                         | 24    |                                           |
| Véhicule antiaérien courte portée      | HQ-6D                                | 30    |                                           |
| Véhicule antiaérien courte portée      | HQ-7/A/B                             | 200   |                                           |
| Véhicule antiaérien courte portée      | HQ-17                                | 200   |                                           |
| Véhicule antiaérien courte portée      | HQ-17A                               | 50    | Variante à roues                          |
| Canon et missile antiaérien automoteur | PGZ-04A                              | 270   |                                           |
| Canon antiaérien automoteur            | PGL-19                               | N/C   | Type 08 avec un canon antiaérien de 30 mm |
| Canon antiaérien automoteur            | PGZ-09                               | 120   | 35 mm                                     |
| Canon antiaérien automoteur            | PGZ-88 (en)                          | 6     | 37 mm                                     |
| Canon antiaérien tracté                | GDF-002 / M-1939 (en) / S-60 / KS-19 | 7 000 | 25 mm-35 mm-37 mm-57 mm-100 mm            |
|                                        |                                      |       |                                           |
| Aéronefs                               |                                      |       |                                           |
| Hélicoptère d'attaque                  | WZ-10                                | 200   | Mise en service en 2003                   |
| Hélicoptère d'attaque                  | WZ-19                                | 120   | Mise en service en 2012                   |
| Hélicoptère de transport               | Mi-17 Hip                            | 22    | Hélicoptère russe                         |
| Hélicoptère de transport               | Mi-17-1V                             | 3     | Hélicoptère russe                         |
| Hélicoptère de transport               | Mi-17V-5                             | 38    | Hélicoptère russe                         |
| Hélicoptère de transport               | Mi-17V-7                             | 25    | Hélicoptère russe                         |
| Hélicoptère de transport               | Mi-171                               | 140   | Hélicoptère russe                         |
| Hélicoptère polyvalent moyen           | Z-9WZ                                | 120   | Mise en service en 1994                   |
| Hélicoptère de transport moyen         | Z-8A (en)                            | 9     | Mise en service en 2018                   |
| Hélicoptère de transport moyen         | Z-8B                                 | 96    |                                           |
| Hélicoptère de transport moyen         | Z-8L                                 | 20    | Mise en service en 2019                   |
| Hélicoptère de transport moyen         | S-70C                                | 19    | Black hawk                                |
| Hélicoptère de transport moyen         | Z-20                                 | 100   | Version chinoise du Black hawk            |
| Hélicoptère léger                      | EC120 Colibri                        | 15    | Hélicoptère européen                      |
| Hélicoptère léger                      | Z-11                                 | 53    | Mise en service en 1998                   |
| Munition rôdeuse                       | Harpy                                | N/C   | Drone Israélien                           |
| Drone de combat                        | CH-4B                                | +5    |                                           |
| Drone de reconnaissance                | BZK-005 (en)                         | N/C   |                                           |
| Drone de reconnaissance                | BZK-006                              |       |                                           |
| Drone de reconnaissance                | BZK-007 (ja)                         | N/C   |                                           |
| Drone de reconnaissance                | BZK-008                              |       |                                           |